# When We Stand Together
When We Stand Together è il primo singolo di lancio dei Nickelback estratto dall'album Here and Now. Il video è stato diffuso il 23 novembre successivo.

## Il singolo
When We Stand Together, insieme a Bottoms Up, erano stati concessi al libero ascolto sul sito ufficiale del gruppo il 22 settembre 2011.
Il video ufficiale è stato diretto da Justin Francis e ha fatto il suo debutto il 3 novembre 2011 in VH1. I Nickelback hanno recentemente annunciato che il video è stato girato presso Il Malibu State Park in California. Lo stesso Kroeger in un'intervista ha detto che il video è stato girato vicino ad un albero, dove è stata altresì girata la scena finale del film Transformers del 2007 diretto da Michael Bay e Travis Knight.
When We Stand Together fu la canzone principale del loro piccolo concerto in WWE Tribute to the Troops 2011, in onore all'esercito americano, in cui ebbero un ottimo successo.
Nel concerto ci furono anche Animals e Burn it to the Ground

## Formazione
- Chad Kroeger – voce, chitarra
- Ryan Peake – chitarra acustica, cori
- Mike Kroeger – basso, cori
- Daniel Adair – batteria, cori

Altri musicisti
- Timmy Dawson – chitarra acustica, cori

## Classifiche
| Classifica (2011) | Posizione massima |
| ----------------- | ----------------- |
| Australia         | 20                |
| Austria           | 8                 |
| Canada            | 10                |
| Danimarca         | 29                |
| Finlandia         | 2                 |
| Norvegia          | 12                |
| Paesi Bassi       | 33                |
| Regno Unito       | 41                |
| Stati Uniti       | 44                |
| Svezia            | 11                |
| Svizzera          | 6                 |
| Ungheria          | 33                |